# رفعت الأسد
رفعت علي سليمان الأسد (ولد في 22 أغسطس 1937)، هو الشقيق الأصغر للرئيس السوري السابق حافظ الأسد، وجميل الأسد، وعم الرئيس السوري المخلوع بشار الأسد. شغل منصب نائب رئيس الجمهورية السوري لشؤون الأمن القومي وعضو القيادة القطرية لحزب البعث وقائد سرايا الدفاع. يُنسب إليه عددٌ من المجازر الوحشية في سوريا.
بعد محاولة الانقلاب الفاشلة ضد حافظ الأسد عام 1984، ذهب رفعت الأسد إلى المنفى في فرنسا حيث عاش لمدة 36 عامًا. وعاد إلى سوريا في تشرين الأول/أكتوبر 2021 بعد إدانته في فرنسا باختلاس ملايين اليورو من الدولة السورية. وفي سبتمبر 2022، أيدت محكمة النقض (أعلى سلطة قضائية في فرنسا) الحكم.
وفي أغسطس 2023، أصدرت سويسرا مذكرة اعتقال دولية بحق رفعت الأسد بعد أن طالبت المحكمة الجنائية الاتحادية بتسليمه لمحاكمته على دوره في الإشراف على العمليات البرية لمجزرة حماة. وصدرت مذكرة التوقيف كجزء من الإجراءات المتعلقة بالشكوى المتعلقة بجرائم الحرب التي قدمتها في عام 2013 منظمة حقوق الإنسان "ترايل إنترناشيونال" إلى مكتب المدعي العام السويسري. في مارس 2024، اتهم مكتب المدعي العام السويسري رفعت الأسد بارتكاب العديد من الجرائم في مذبحة حماة في فبراير 1982.

## النشأة
ولد رفعت الأسد في قرية القرداحة قرب اللاذقية غربي سوريا في 22 أغسطس 1937. درس العلوم السياسية والاقتصاد في جامعة دمشق، وحصل لاحقاً على الدكتوراه الفخرية في السياسة من الأكاديمية السوفيتية للعلوم.

## بداية نشاطه السياسي
انضم رفعت إلى الجيش العربي السوري في عام 1958 برتبة ملازم أول، وتم ترقيته بسرعة بعد تلقيه التدريب في مختلف الأكاديميات العسكرية السوفيتية (بشكل رئيسي في مدرسة الفنون العسكرية في يكاترينبورغ). في عام 1965، أصبح قائدًا لقوة أمن خاصة تتبع للجناح العسكري لحزب البعث، وسرعان ما دعم الانقلاب الذي قاده حافظ الأسد للإطاحة بصلاح جديد والاستيلاء على السلطة في عام 1970. سُمح له بتشكيل فرقته العسكرية الخاصة، وهي سرايا الدفاع في عام 1971، والتي تحولت بسرعة إلى قوة عسكرية قوية ومنتظمة تم تدريبها وتسليحها بواسطة الاتحاد السوفيتي. كان يحمل رتبة فارس مظلي مؤهل.

## في ظل حكم حافظ
بعد اندلاع ثورة الثامن من آذار عام 1963م وتولي حزب البعث السلطة في سوريا، كان رفعت الأسد من بين الضباط البعثيين الذين تخرجوا من الكلية الحربية. شارك في انقلاب 23 شباط 1966، كما كان له دور بارز في الحركة التصحيحية التي قادها شقيقه حافظ الأسد في الفترة بين 25 و28 شباط 1969. خلال هذه الفترة، التحق بدورة قائد حراسة مدرعات ومشاة في منطقة القابون. في عام 1967، تم تعيينه قائدًا للفرقة 569، ثم أُلحقت به سرايا الدفاع التي كانت تعد من أقوى الفرق في الجيش السوري.
في عام 1975، التحق بدورة أركان حرب عليا مع مجموعة من الخبراء العسكريين الروس حول العقيدة العسكرية، وفي نفس العام شغل منصب رئيس المحكمة الدستورية، بالإضافة إلى توليه منصب رئيس مكتب التعليم العالي بين 1975 و1980. خلال تلك الفترة، حصل على دكتوراه في الاقتصاد عن دراسة تناولت التحولات الاقتصادية في القطاعين الزراعي والصناعي، وكذلك دكتوراه في التاريخ من جامعة دمشق. كما حصل على العديد من الأوسمة والشهادات الفخرية من شخصيات سياسية، أبرزها وسام من الرئيس الفرنسي فرانسوا ميتران.
في عام 1976، زار لبنان ضيفًا على طوني فرنجية، حيث كانت بينهما علاقات شخصية ووطيدة. وفي 28 يونيو 1979، تم إعدام خمسة عشر شخصًا في دمشق، بعد إدانتهم بمحاولة اغتيال رفعت الأسد.
على الرغم من ذلك، يعد رفعت الأسد متهمًا رئيسيًا في العديد من الجرائم والمجازر التي وقعت في سوريا خلال حكم حزب البعث، مثل مجزرة حماة ومجزرة سجن تدمر. كما تلاحقه تهم الفساد المالي والاختلاس بشكل مستمر، وكان آخرها الشكوى التي تقدمت بها منظمة "شيربا" والمنظمة الفرنسية للشفافية الدولية، حيث تم اتهامه بالحصول على ممتلكات في فرنسا بطرق غير قانونية. وقد بدأ القضاء الفرنسي النظر في هذه الشكوى.

## 1988-1970
لعب دورا رئيسيا في الحياة العسكرية والسياسة في سوريا منذ تولي أخيه السلطة التنفيذية في العام 1970. وظل يقود الفرقة 569 ويشرف على سرايا الدفاع حتى العام 1984، وكان العديد يرون فيه الخليفة المرجح لأخيه الأكبر حافظ الأسد في قيادة البلاد.
في شباط 1982، كان المشرف والقائد العام للجيش السوري، وقاد القوات في إخماد معارضة الإخوان المسلمين في وسط مدينة حماة، وذلك بإعطاء تعليمات قواته لقصف المدينة، مما أسفر عن مقتل الآلاف من سكانها. وأصبح هذا يعرف باسم مذبحة حماة. الصحافي توماس فريدمان من الولايات المتحدة يزعم في كتابه من بيروت إلى القدس الصادر في العام 1989 أن رفعت تفاخر في وقت لاحق في العدد الإجمالي للضحايا وقال إنهم لا يقلوا عن 38000 ألفا.
وقد شرح رفعت الأسد ما اعتبره سوء فهم البعض لما جرى، بأن سرايا الدفاع لم تكن تابعة له إذ أن وجود سرايا الدفاع ومهامها كان يقتصر على حماية المطارات والطائرات الحربية السورية الموجودة على أرضها. أما اسم الوحدة والتي كان يرأسها رفعت هي وحدة 569 وكانت مسؤولة عن حماية العاصمة من التقدم الإسرائيلي وأنها كانت مرابضة على عدة محاور منها دير العشائر ولبنان وميسلون مشيداً ببطولات أفراد هذه الوحدة الذين وقفوا سداً منيعاً في وجه العديد من محاولات التسلل المعادي.
وقال أنه لم يدخل أي جندي من جنود وحدة 569 إلى مدينة حماة وأنه لم يقاتل أي جندي في المدينة وأنه فوجئ بإرسال حوالي 200 جندي من الوحدة إلى مدينة حماه بمهمة حماية بعض القادة والمسؤولين في الحزب والدولة المقيمين فيها، وذلك قبل بدء أحداث حماه بستة أشهر، وقد انهزم هؤلاء الجنود من مدينة حماه مع بقية المهزومين إثر بدء جيش الإخوان بتمرده المسلح الذي اتخذت على أثره القيادة السورية قرار إرسال الجيش لتحرير المدينة من محتليها. ويؤكد على أن كل اللغط الدائر حول أحداث حماة واتهامه بها هو غير صحيح، وذلك لأنه في حال وجود رئيس أركان حرب فإن أي وحدة بالجيش مهما كانت لا تتحرك إلا بقرار منه.. وأن قرار التدخل في حماة هو قرار سياسي بالدرجة الأولى يتحمله كافة السياسيين المسؤولين عن تلك الفترة.
وقد أثارت تصريحات رفعت الأسد عن عدم مسؤولية سرايا الدفاع عن ما جرى في مدينة حماة موجة من السخرية العارمة في الأوساط الإعلامية. فامتلأ الفيسبوك حينها بسيل من التعليقات الساخرة لسوريين رأوا أن هذا الكم من الكوميديا السوداء، لا يليق بشهداء مجزرة تقدر الأرقام شهداءها ما بين (30) و (40) ألف شهيد... وأنه يمكن لأي شخص أن ينكر ما يبدو وصمة عار في جبينه وجيبن النظام الذي ينتمي إليه... لكن ذلك بالتأكيد لا يمكن أن يرقى إلى حد إنكار صلة يعرفها الكثير من أبناء وعائلات الضحايا، كما يعرفون ويحفظون آلام تلك السنوات الرهيبة التي لم تمح من ذاكرتهم.
من جهة أخرى، علق النائب السابق لرئيس الجمهورية العربية السورية، عبد الحليم خدام على ادعاءات رفعت الأسد بعدم مسؤوليته أو مسؤولية سرايا الدفاع عن مجرزة حماة بأنه لم يستغرب تلك الأقوال، لأن مجمل ما ورد في أحاديث رفعت الأسد كان تهرباً من المسؤولية (لطالما اشتهر به)، وقد أوضح خدام أنه لا صحة لإدعاء رفعت الأسد أن القيادة شكّلت لجنتين، واحدة عسكرية، والثانية سياسية تضم كل من حافظ الأسد وعبد الحليم خدام ورئيس الوزراء ووزير الداخلية، وإنما فقط كانت المجموعة العسكرية الضيقة والقريبة من حافظ الأسد ومن بين أعضائها كان رفعت الأسد، هي التي كانت تدير المعركة بكل أبعادها الأمنية والسياسية. كما أكّد خدام عدم تشكيل أية لجنة سياسية لإدارة المعركة، وكان الوزراء، وأعضاء القيادة القطرية، وأعضاء الجبهة الوطنية، في أكثر الأحيان يتلقون المعلومات من الشارع التي تأتي من حماة، بالإضافة إلى تسريبات تأتي من العسكريين. ولم تعرف القيادة القطرية بمجزرة حماة إلا عندما طلبت منها الحكومة إقرار موازنة إضافية لإعادة بناء المدينة. وأما بخصوص مجزرة حماة، فقد كانت قيادة الفرقة العسكرية التي شاركت في القتال مع سرايا الدفاع تتلقى تعليماتها من قيادة الجيش، وكانت على صلة مباشرة مع حافظ الأسد والقيادة العسكرية، وكانت المعلومات حول تطور الأحداث تأتي إلى قيادة الجيش.
في عام 1984 شاعت الأحاديث أنه قام بمحاولة انقلاب على شقيقه حافظ الأسد للاستئثار بالسلطة ولكن الرئيس حافظ الأسد حال دون ذلك، وتم تسوية الخلاف بخروج رفعت الأسد من سوريا مع مجموعة كبيرة من العاملين معه لفترة 6 أشهر حتى يتم تجاوز الأزمة التي نشأت عن هذه الأوضاع، تكاليف إقامة رفعت وصحبه في أوروبا دفعها من حسابات رفعت الموزعة في العديد من البنوك في أوروبا[بحاجة لمصدر].
بعدها عاد إلى دمشق وشارك في أعمال ومناقشات المؤتمر القطري عام 1985، وعلى الرغم من تعيينه في منصب نائب لرئيس الجمهورية العربية السورية لشؤون الأمن، فإن الخلافات السياسية بين الأخوين بقيت متفجرة في ملفات كثيرة، فغادر سوريا من جديد عام 1985 للإقامة في باريس بعد أن أعلن أكثر من مرة عدم مسؤوليته عن السياسات السورية وقراراتها في كل المجالات.
في حين أن رواية وزير الدفاع السوري الأسبق مصطفى طلاس لهذه الحادثة تختلف جذرياً، فيذكر في كتابه «ثلاث أشهر هزت سوريا» أن رفعت الأسد حاول أن يقود محاولة انقلابية لعزل شقيقه حافظ الأسد إثر دخوله في غيبوبة مرضية عام 1984، وقد تطور الأمر إلى نزاع بين القوات التابعة له والقوات الحكومية، وكان رفعت الأسد يهدد بإحراق العاصمة دمشق، إلا أن حافظ الأسد، تمكن من احتواء الأمر، وقام بإرغام شقيقه على مغادرة سوريا بعد إعطائه مبلغا كبيرا من المال، تكفل الزعيم الليبي معمر القذافي حينذاك بدفعه، بسبب خواء خزينة الدولة من السيولة النقدية المطلوبة.. ليقيم بعد ذلك في منتجعه الخاص في (ماربيا) بإسبانيا.
عاد عام 1992 إلى سوريا ليشارك في تشييع والدته التي توفيت وهو في باريس. ورغم عدم مشاركته في تحمل مسؤولية القرارات السياسية والاقتصادية في الجمهورية العربية السورية، إلا أنه أعرب عن عدم رضاه بشأن العديد من القرارات التي اتخذت بين عامي 1992م و 1998م، ولما لم يكن هناك إصغاء للملاحظات التي كان يبديها، فقد قرر مغادرة سوريا إلى باريس من جديد عام 1998م بعد أن أُعفي من منصبه كنائب رئيس لشؤون الأمن القومي.

## المنفى
انتقل للإقامة في مدينة ماربيا الإسبانية عام 2001، واستثمر في مجال الشبكات التلفزيونية بامتلاكه محطة أي إن إن الفضائية العربية «آراب نيوز نيتوورك» التي يرأسها أحد أبنائه. كما امتلك في وقت سابق بعض وسائل الإعلام (إذاعة، صحف، مجلات). وقد جعلته استثماراته يقسم وقته في السفر بين بريطانيا وفرنسا وإسبانيا، كما عمل في مجال العقارات وحقق نجاحا كبيرا في هذا المجال في إسبانيا وبريطانيا وفرنسا، لديه استثمارات ضخمة في ماربيلا، حيث يمتلك بها فندقا خمس نجوم وعشرات المتاجر والشقق الفندقية في منطقة بورتو بانوس، أحد أرقى المرافئ السياحية على شاطئ الشمس كما كان يمتلك في وقت سابق مزرعة ضخمة في التلال المطلة عليها، والعديد من العقارات في إسبانيا بقيمة إجمالية تبلغ 250 مليون استرليني. وله منزل في ماي فير في بريطانيا بقيمة 10 ملايين استرليني، وقصر في فرنسا بالقرب من قوس النصر على طريق الشانزليزيه، وله فريق كبير من الحراس الشخصيين والمرافقين، من بينهم أشخاص يستخدمهم لتذوق الطعام ليتأكد من أنه غير مسموم، كما أنه خبير في رياضة الكونغ فو،.
قام القضاء الإسباني على خلفية ادعاء قدمه تاجر السلاح الشهير منذر الكسار على صفحات الجرائد الإسبانية عام 2006، بتوجيه تهم اختلاسات مالية لرفعت الأسد في المجمع السكني غريد البيون وكذلك على تماديه على الأملاك العامة وهذا ما ذكرته صحيفة الموندو الإسبانية بمقالات كثيرة حيث ربطت بينه وبين ملف الفساد في الحكومة البلدية للخيل رئيس بلدية ماربيا سابقًا ورئيس الحزب المسمى (خيل) بأسمة وصاحب فريق أتلتيكو مدريد. وقد قبل أحد القضاة توجيه هذه التهمة، وفي ختام المحاكمة بُرِّئَ رفعت الأسد أمام القضاء الإسباني من كل هذه التهم في صيف عام 2009، فيما أصدرت المحكمة أمرًا بسجن منذر الكسار بتهمة تضليل القضاء والكذب والاحتيال ورشوة القضاة وابتزازهم، وقامت السلطات الإسبانية بتسليم منذر الكسار بعد ذلك إلى السلطات الأميركية التي تريد محاكمته بتهم تهريب المخدرات والأسلحة، وليقضي فترة حكم السجن في السجون الأميركية.[بحاجة لمصدر]
أشاعت صحف عديدة أن رفعت الأسد يشتهر بحياة البذخ والقمار في أوروبا هو وأولاده ومن بينها صحيفتي لوفيغارو ولو بوان الفرنسيتان، التي ادعت عام 1990 أن تكلفة إقامة رفعت الأسد وأولاده وحاشيتهم تناهز الستين مليون فرنك فرنسي سنويًا أي ما يعادل قرابة العشرة ملايين دولار، وقد أقامت عائلة رفعت الأسد دعوى أمام المحاكم الباريسية ضد 33 جهة إعلامية حاولت الإساءة وتشويه سمعة رفعت الأسد في حملة منظمة عامي 1990 و1991، وقد كسب كل الدعاوى التي أقامها، وأمر المحاكم بدفع تعويضات له بدل التشهير، وكمثال لذلك فقد دفعت صحيفة لوفيغارو مبلغ 100 ألف يورو كتعويض عن التشهير الذي قامت به، مما أدى إلى إفلاسها وانتقال ملكيتها بثمن بخس إلى مالك جديد.[بحاجة لمصدر]
في السابع عشر من حزيران/يونيو عام 2020، قضت محكمة فرنسية بباريس بسجن رفعت الأسد لأربع سنوات بعد إدانته بتهم فساد، وشملت قائمة الاتهامات التي أُدين بها رفعت تبييض الأموال واختلاس أموال تعود للحكومة السورية.. كما أمرت المحكمة بمصادرة العقارات التي يملكها رفعت في فرنسا وتقدر قيمتها 100 مليون دولار (90 مليون يورو) ولم يمثل رفعت الأسد أمام المحكمة إذ أنه نقل إلى المستشفى في كانون الأول/ ديسمبر لإصابته بنزيف داخلي.
وفي 12 مارس 2024 أعلن المدّعي العام السويسري إحالة رفعت الأسد، إلى المحكمة بتهم ارتكاب جرائم حرب وجرائم ضد الإنسانية حيث إنه متهم بإصدار أوامر بقتل وتعذيب ومعاملة قاسية واعتقالات غير مشروعة في سوريا في فبراير/شباط 1982 في إطار النزاع المسلح في مدينة حماة في عهد الرئيس الراحل حافظ الأسد، لكن رفعت الأسد عاد إلى سوريا في عام 2021 بعد قضائه 37 عاما في المنفى.

## القضايا القانونية في أوروبا والعودة إلى سوريا
في ديسمبر 2013، قدّمت منظمة حقوق الإنسان "منظمة المحاكمة الدولية" إجراءات قانونية ضد رفعت الأسد. وبوصفه قائداً لسرايا الدفاع التي شاركت في مجزرة حماة 1982 وُجّهت إليه اتّهامات بتنظيم إعدامات خارج نطاق القانون، والتعذيب على نطاق واسع، والعنف الجنسي، والاغتصاب الجماعي، وإعدام موجز، فضلاً عن الاختفاء القسري. وفي 19 ديسمبر من العام نفسه، فتحت النيابة العامة السويسرية تحقيقاً في هذه الاتهامات.
منذ عام 2014، واجه رفعت الأسد اتهامات بغسل الأموال المنظّم، والتهرّب الضريبي المشدّد، واختلاس أموال سورية لشراء ممتلكات عقارية قيمتها لا تقل عن 90 مليون يورو في فرنسا. بالإضافة إلى ذلك، فقد صادرت السلطات الإسبانية أصوله وحساباته المصرفية في تحقيق متعلق بغسل الأموال منذ عام 2017. وفي يونيو 2020، قضت محكمة في باريس بسجن رفعت الأسد لمدة أربع سنوات، ممّا يترتب عليه مصادرة ممتلكاته في باريس ولندن.
في أكتوبر 2021، عاد رفعت إلى دمشق عن عمر ناهز 84 عاماً. وقد سمح الرئيس السوري بشار الأسد بعودة عمّه إلى البلاد بعد عقود في المنفى، وذلك "لتجنّب سجنه في فرنسا".
وفي سبتمبر 2022، أيّدت أعلى محكمة في فرنسا، وهي محكمة النقض، الحكم بالسجن أربع سنوات ضد رفعت الأسد. وفي أغسطس 2023، أمرت المحكمة الجنائية الفيدرالية السويسرية بتسليم رفعت الأسد، ما دفع السلطات السويسرية إلى إصدار مذكرة توقيف لملاحقته قضائياً.

## الحياة الشخصية
في عام 2010، كان رفعت يقيم في حي مايفير وسط لندن. وفي 2011 كان يعيش في شارع أفينيو فوش في باريس، وكان يسعى إلى بيع ممتلكاته العقارية.
تزوّج رفعت أربع مرّات، وقد أسهم تعدد زوجاته وزيجات أبنائه في بناء علاقات وروابط متينة مع عائلات وعشائر مرموقة في سوريا والعالم العربي. كانت زوجته الأولى ابنة عمّه أميرة من القرداحة. ثم تزوّج سلمى مخلوف ابنة عم زوجة حافظ الأسد أنيسة. أمّا زوجته الثالثة، رجا بكّرات، فهي من وسط المؤسسة السنيّة التقليديّة، في حين تنتمي زوجته الرابعة لينا الخيّر إلى إحدى أبرز العائلات العلوية في سوريا. وقد تزوّجت شقيقة إحدى زوجاته من الملك السعودي الراحل عبد الله بن عبد العزيز آل سعود.
تزوّجت ابنته تماضر من معين ناصيف خير بيك وهو من إحدى أبرز العائلات العلوية وترتبط صلة مصاهرته بأحد أقارب الناشط والشاعر السوري كمال خير بك. وتزوّجت ابنته تماضين من عائلة مخلوف، فيما تزوّجت ابنته لمى من علاء فيّاض نجل اللواء العلوي شفيق فياض. أمّا ابنه الأكبر، مدر فتزوّج مايا حيدر ابنة رجل الأعمال الثريّ محمد حيدر المنتمي لإحدى أبرز عشائر العلويين عشيرة الحدادين. أما ابنه الأصغر ريبال الأسد (مواليد 1975)، فهو رجل أعمال وناشط سياسيّ، أقام في باريس وظهر كثيراً في وسائل الإعلام الفرنسية والدولية متحدثاً عن الأزمة السورية.